# Terror in Resonance
Terror in Resonance (lett. "L'eco del terrore"; in originale 残響のテロル?, Zankyō no teroru, lett. "Il terrore dell'eco"), anche nota come Terror in Tokyo (lett. "Terrore a Tokyo"), è una serie televisiva anime prodotta da MAPPA per la regia di Shin'ichirō Watanabe, trasmessa in Giappone nel contenitore noitaminA di Fuji TV tra il 10 luglio e il 25 settembre 2014.

## Trama
In un'altra realtà, Tokyo è stata colpita da un attacco terroristico che ha devastato il quartiere di Shinjuku. L'unico indizio esistente è un video dei colpevoli, piuttosto confuso, che è stato caricato su Internet e che ovviamente non ha fatto altro che gettare la popolazione giapponese ancora di più nel panico. All'insaputa delle autorità, le menti che si celano dietro questo atto terroristico e che si fanno chiamare "Sphinx" (スピンクス?, Supinkusu) sono solo due adolescenti, Nine e Twelve, due ragazzi che non sarebbero dovuti esistere e che hanno deciso di dare una svegliata al mondo con i loro piani di distruzione.

## Personaggi

Nine e Twelve nel primo video degli Sphinx

Nine (ナイン?, Nain)
Doppiato da: Kaito Ishikawa (ed. giapponese), Maurizio Merluzzo (ed. italiana)
Un ragazzo riservato dalla mente brillante e dall'atteggiamento calmo che si trasferisce a Tokyo e frequenta una scuola come studente liceale insieme a Twelve. La sua identità civile è Arata Kokonoe (九重 新?, Kokonoe Arata).
Twelve (ツエルブ?, Tsuerubu)
Doppiato da: Sōma Saitō (ed. giapponese), Lorenzo Crisci (ed. italiana)
Un ragazzo al tempo stesso infantile e misterioso che vede Nine come un fratello maggiore e che sta sempre insieme a lui. Soffre di sinestesia ed è molto bravo alla guida di veicoli come motociclette e motoslitte. La sua identità civile è Tōji Hisami (久見 冬二?, Hisami Tōji).
Lisa Mishima (三島 リサ?, Mishima Risa)
Doppiata da: Atsumi Tanezaki (ed. giapponese), Giulia Tarquini (ed. italiana)
Una ragazza nella stessa classe di Twelve. La sua vita problematica sia a casa che a scuola la conduce nel mondo di Nine e Twelve, i quali cambieranno il suo destino per sempre.
Kenjirō Shibazaki (柴崎 健次郎?, Shibazaki Kenjirō)
Doppiato da: Shunsuke Sakuya (ed. giapponese), Massimo De Ambrosis (ed. italiana)
Un agente del Dipartimento di Polizia Metropolitana di Tokyo che un tempo faceva parte della divisione investigativa, ma che ora si occupa del casellario giudiziale. Il direttore Kurahashi gli dà l'incarico di indagare sugli attacchi terroristici a Tokyo.
Five (ハイヴ?, Haivu)
Doppiata da: Megumi Han (ed. giapponese), Alice Venditti (ed. italiana)
Un funzionario governativo americano che lavora per l'FBI e che si reca in Giappone, come parte dei suoi doveri con il NEST, per dare una mano con le investigazioni sull'attacco terroristico. È un'hacker professionista che conosce Nine e Twelve sin da bambina.
Kurahashi (倉橋?)
Doppiato da: Hideaki Tezuka (ed. giapponese), Massimo Lodolo (ed. italiana)
Il capo della polizia. È colui che dirige le investigazioni sugli attentati di Nine e Twelve.
Mukasa (六笠?)
Doppiato da: Mitsuaki Kanuka (ed. giapponese), Leonardo Graziano (ed. italiana)
Un collega di Shibazaki che lo aiuta a risolvere gli indovinelli degli Sphinx nei momenti più improbabili.

## Produzione
Il progetto televisivo anime dello studio MAPPA è stato diretto da Shin'ichirō Watanabe con il character design sviluppato da Kazuto Nakazawa e la colonna sonora composta da Yōko Kanno. La messa in onda ha avuto inizio nel contenitore noitaminA di Fuji TV il 10 luglio 2014, proprio come annunciato dall'emittente televisiva a un evento tenutosi a marzo dello stesso anno.
Terror in Resonance è stato presentato in anteprima mondiale dalla Funimation il 5 luglio 2014 durante l'Anime Expo a Los Angeles e, nel corso della stessa settimana, durante il Japan Expo a Parigi. La Madman Entertainment ha invece fatto debuttare l'anime il 6 luglio 2014 all'Oz Comic Con di Melbourne ed ha mostrato all'evento un video introduttivo speciale di Shin'ichirō Watanabe. L'azienda australiana ha poi reso disponibili gli episodi in streaming su AnimeLab, pianificandone una distribuzione home video futura. In America del Nord e Regno Unito i diritti di streaming sono stati acquistati rispettivamente da Funimation e Anime Limited. In Australia e Nuova Zelanda, invece, l'edizione è stata curata da Madman Entertainment.
In Italia la serie è stata trasmessa da Yamato Video in versione sottotitolata prima in streaming su YouTube dal 9 novembre 2016 e poi in TV su Man-ga dal 10 aprile al 19 giugno 2017. Il 28 novembre 2021 è stato annunciato il doppiaggio italiano da parte di Yamato Video che è stato pubblicato dal 28 dicembre successivo al 1º marzo 2022 sul canale Anime Generation di Prime Video.

### Episodi
| Nº | Titolo italiano Giapponese 「Kanji」 - Rōmaji - Traduzione letterale | In onda           | In onda          |
| Nº | Titolo italiano Giapponese 「Kanji」 - Rōmaji - Traduzione letterale | Giapponese        | Italiano         |
| 1  | Falling 「FALLING」 – "Caduta" | 10 luglio 2014    | 28 dicembre 2021 |
| 1  | Ad Aomori, in Giappone, del plutonio viene rubato da un impianto di ritrattamento del combustibile nucleare durante una tempesta di neve e uno degli intrusi scrive con una bomboletta spray rossa il messaggio "VON" proprio sulla scena del crimine. Sei mesi più tardi, viene caricato un misterioso video sui social media in cui due individui, che si presentano come Sphinx 1 e 2, predicono che il giorno dopo, alle 3:00 p.m., Tokyo sarà avvolta dall'oscurità e un gran numero di detriti precipiterà sull'area di Shinjuku. Nonostante il video attiri subito l'attenzione dell'ex-detective Shibazaki, sia l'agente che i suoi colleghi pensano si tratti di uno scherzo di cattivo gusto e non prendono la "previsione" sul serio. Nel frattempo gli autori di tutto ciò, Nine e Twelve, si trasferiscono sotto copertura in un liceo di Tokyo e qui impediscono a una ragazza di nome Lisa Mishima di essere vittima di bullismo da parte delle sue compagne di classe. Lisa è una ragazza tutt'altro che fortunata: mostra disturbi del comportamento alimentare ed ha problemi sia a scuola che a casa. Inoltre quel giorno stesso la Grande Area di Tokyo subisce un black out totale e l'edificio governativo in cui si trova la ragazza viene evacuato senza di lei. Convinti che la struttura sia vuota, Nine e Twelve cominciano a piazzare animali di pezza, contenenti esplosivi di termite, sotto i sistemi antincendio e, quando Twelve incontra Lisa, questi le dà uno degli animali di pezza prima di fuggire via. Subito dopo Twelve si riunisce con Nine e gli chiede se la ragazza deve vivere o morire. Nine decide di far scegliere alla diretta interessata e, quando Lisa risponde di non voler morire, le fa piazzare l'ultimo animale di pezza in un punto preciso per farle creare una via d'uscita e manda Twelve a salvarla. Dopo che gli esplosivi si attivano, Nine scatta una foto della distruzione dell'edificio e, al ritorno di Twelve e Lisa, dice a quest'ultima di essere appena diventata una loro complice. |                   |                  |
| 2  | Call & Response 「CALL & RESPONSE」 – "Chiamata & risposta" | 17 luglio 2014    | 28 dicembre 2021 |
| 2  | Ancora sconvolta dall'incidente, Lisa fa ritorno a casa di tardo pomeriggio e perciò viene aggredita immediatamente da sua madre, la quale è ossessionata dalla paura di poter essere abbandonata anche da lei proprio come aveva fatto il marito. Nel frattempo i notiziari cominciano a riportare l'accaduto e la prima divisione investigativa della polizia organizza una riunione antiterroristica per analizzare il caso e prendere delle contromisure. Dalle informazioni raccolte sul luogo dell'attentato, si evince che l'edificio governativo era totalmente vuoto al momento del crollo e che le bombe piazzate erano state fatte a mano con la termite. Constatato dunque il grande ingegno dei terroristi, gli investigatori prestano finalmente attenzione al video pubblicato sul web e sospettano subito che i due "Sphinx" siano soltanto degli adolescenti, ma non riescono ad individuare nessuno che possa corrispondere minimamente al loro aspetto, anche a causa delle telecamere spente. L'unico fattore strano che viene riportato sulla scena del crimine è la presenza di una bomba al tritolo che non aveva alcuno scopo, in quanto le altre esplosioni erano già sufficienti a distruggere i pilastri della struttura. Sull'ordigno vengono però rinvenute delle lettere lasciate apposta dagli attentatori, le quali anche stavolta non formano altro che la scritta "VON". Nemmeno il tempo di respirare, che Nine e Twelve organizzano un altro attentato e pubblicano un secondo video dove propongono alla polizia un indovinello per sventare il pericolo. Mentre le forze dell'ordine seguono una falsa pista e si recano nel luogo sbagliato, l'unico ad arrivare alla soluzione giusta è Shibazaki, ma ormai è troppo tardi e la stazione di polizia di Roppongi salta in aria. In questa situazione disperata, il direttore Kurahashi decide allora di rivelare a Shibazaki le informazioni top secret sull'incidente di Aomori e gli chiede ufficialmente di tornare al dipartimento investigativo per dare una mano col caso. |                   |                  |
| 3  | Search & Destroy 「SEARCH & DESTROY」 – "Cercare & distruggere" | 24 luglio 2014    | 4 gennaio 2022   |
| 3  | Shibazaki accetta la richiesta di Kurahashi e prende il comando delle investigazioni sul caso direttamente sotto la sua responsabilità. Il detective Hamura si dimostra però piuttosto scettico riguardo alle qualità del suo nuovo capo e perciò i suoi colleghi gli spiegano che in realtà Shibazaki in passato era stato addirittura il miglior uomo della prima divisione. Più tardi la polizia discute sulla possibilità che i terroristi abbiano intenzione di sfidare le forze dell'ordine e Shibazaki, dopo aver convocato in centrale il responsabile del black out nella Grande Area di Tokyo, riesce a far confessare all'operaio di essere stato contattato da un'email per tagliare la linea a Kyu-Edogawa in cambio di 2 milioni di yen. Proprio mentre Shibazaki riflette sulla preparazione dei due terroristi e sul fatto che essi lascino delle tracce quasi intenzionalmente, gli Sphinx caricano un terzo video sul web dove propongono un altro indovinello alla polizia per trovare la prossima bomba. Parallelamente la vita quotidiana di Lisa continua ad essere tormentata dai suoi rapporti sociali a scuola e dal comportamento ossessivo della madre nei suoi confronti, ragion per cui la ragazza decide di scappare di casa nel bel mezzo della notte. Il giorno dopo Shibazaki, forte dell'appoggio del suo superiore Kurahashi, trasmette in streaming la soluzione all'indovinello davanti a tutto il paese. Accortisi subito della diretta, Nine e Twelve vedono gli artificieri della polizia mentre trovano e disinnescano la bomba e, grazie alle loro tute anti-radiazioni, deducono che ormai il furto del plutonio di sei mesi prima è stato ricollegato a loro. Il successo della polizia viene ovviamente riportato da tutti i media e Hamura, appurata a questo punto la bravura di Shibazaki, chiede a Kurahashi il motivo del suo trasferimento nella sezione archivi, ecco perché l'uomo gli parla della sua ultima investigazione scomoda ai danni dei pezzi grossi del governo. |                   |                  |
| 4  | Break Through 「BREAK THROUGH」 – "Sfondare" | 31 luglio 2014    | 11 gennaio 2022  |
| 4  | Siccome la polizia brancola ancora nel buio, Shibazaki decide allora di dirigersi ad Aomori per investigare di persona sul caso del furto del plutonio. Intanto, mentre Nine riesce ad accedere alle informazioni private contenute nel database del dipartimento di polizia, Twelve tiene invece d'occhio la posizione di Lisa con il GPS per assicurarsi che la ragazza non finisca in qualche guaio. Poco dopo appare sul web un altro video degli Sphinx, in cui Nine e Twelve stavolta chiedono di risolvere il prossimo indovinello senza barare. Dopo essere tornato subito in ufficio, Shibazaki ragiona quindi sulla prima parte dell'enigma e riesce così ad arrivare a un sito segreto, creato dagli Sphinx, dove vi è il conto alla rovescia della bomba e dove viene richiesta una password per fermare il congegno. Mentre gli altri poliziotti riescono ad individuare la posizione della bomba tramite una telecamera di sorveglianza, Shibazaki decide di continuare a provare comunque a risolvere l'indovinello, in quanto secondo lui questo è il volere dei terroristi. Nel frattempo Twelve cerca di convincere Lisa a tornare a casa, ma la ragazza gli risponde che non ha un posto da chiamare in questo modo e che, dopo quell'incidente, è solo stata una stupida a pensare di poter fuggire da questo mondo. Subito dopo due poliziotti notano Lisa che gira ancora per strada così tardi di sera, ecco perché Twelve decide di salvarla facendola salire sulla sua moto e fuggendo via insieme a lei a tutta velocità. In quel mentre Shibazaki capisce che la password della bomba corrisponde al suo cognome, ma Nine la fa "esplodere" lo stesso perché gli altri poliziotti hanno barato tentando di disinnescarla. Il web viene dunque inondato dalle informazioni segrete della polizia sui due terroristi e le forze dell'ordine vengono così messe in ridicolo. Intanto Twelve, dopo aver portato Lisa da Nine, prega il complice perché possano ospitarla da loro ma, mentre Nine si rifiuta, la ragazza cade per terra svenuta. |                   |                  |
| 5  | Hide & Seek 「HIDE & SEEK」 – "Nascondino" | 7 agosto 2014     | 18 gennaio 2022  |
| 5  | Lisa si risveglia nell'appartamento di Nine e Twelve, solo per poi risvenire subito dopo aver quasi rischiato di far saltare in aria l'edificio semplicemente toccando dei cellulari. Ovviamente Nine continua a non vedere di buon occhio la presenza di Lisa in casa, ecco perché la ragazza tenta di dimostrarsi utile senza successo mentre i due sono fuori a piazzare la prossima bomba. Alla pubblicazione del quinto video degli Sphinx, Shibazaki non solo capisce che l'ordigno è stato piazzato stavolta in un treno della linea Shuto di Shinjuku, ma si accorge anche che alcuni individui legati ai luoghi degli attentati fanno tutti parte dell'associazione della Pace Levante, un'organizzazione no-profit che promuove le interazioni tra il governo giapponese e il popolo. Di pomeriggio, mentre Shibazaki scopre che, a causa di ordini dall'alto, la bomba non è stata ancora rimossa dal vagone, Nine e Twelve, non scorgendo alcuna news al riguardo e non volendo uccidere delle persone innocenti, decidono quindi di disattivare il timer dell'esplosivo usando un cellulare. È a questo punto però che i due ragazzi si accorgono che non c'è più segnale in tutta la zona, ragion per cui sono costretti a disinnescare l'ordigno manualmente. Mentre Twelve cerca di raggiungere il treno in moto, Nine tenta di localizzare il punto esatto dove si trova il vagone con la bomba, ma un hacker sconosciuto glielo impedisce violandogli il computer. Nine allora, dopo aver cambiato PC ed aver scoperto che il treno sta passando proprio nelle sue vicinanze, si dirige di persona sul luogo per gettare un fumogeno alla fermata e far fuggire tutti i passeggeri. Sfortunatamente però una donna non si accorge della confusione e Nine, entrando quindi nel vagone per aiutarla, viene poco dopo colpito anche lui dall'esplosione. Dopo aver ripreso conoscenza ed aver ricevuto un messaggio con scritto "Ti ho trovato", Nine rivela allora a Twelve che il loro nuovo avversario è Five, una loro vecchia conoscenza. |                   |                  |
| 6  | Ready or Not 「READY OR NOT」 – "Pronti o meno" | 14 agosto 2014    | 25 gennaio 2022  |
| 6  | Durante un altro incontro della polizia, il direttore Kurahashi annuncia ai suoi colleghi il coinvolgimento dell'FBI nel caso, notizia che ovviamente sorprende tutti i presenti. Intanto Nine fa un incubo su Five e, mentre ne parla con Twelve, arriva alla conclusione che la ragazza vuole continuare un "gioco" che i tre avevano iniziato molto tempo prima. Quando Lisa cerca ancora una volta di rendersi utile e di offrire il suo aiuto ai due giovani terroristi, Nine la sconvolge facendole vedere alcune foto dei feriti dell'ultimo attentato e le dice che queste sono le conseguenze delle loro azioni. Più tardi, mentre Twelve rivela a Lisa di soffrire di sinestesia e le dice che a suo parere il colore della sua voce è il giallo paglierino, Kurahashi racconta a Shibazaki ciò che è riuscito a scoprire durante il suo primo incontro con gli agenti dell'FBI, e cioè che essi sono già a conoscenza del fatto che gli Sphinx sono gli autori del furto del plutonio ad Aomori e che Five è in realtà una consulente del NEST inviata appositamente per questa emergenza nucleare. Nel frattempo Five fa la sua prima mossa e pubblica un testo, contenente un enigma per trovare un'altra bomba, spacciandosi per gli Sphinx. Sia Nine e Twelve che la polizia arrivano alla conclusione che la soluzione corrisponde alle coordinate del terminal internazionale dell'Aeroporto di Tokyo-Haneda, ma proprio quando gli agenti della prima divisione investigativa si preparano per dirigersi sul luogo, arriva un ordine diretto del sovrintendente generale che gli impone di rimanere in attesa e lasciare agire soltanto la squadra artificieri. Mentre Shibazaki ed altri agenti decidono di disobbedire agli ordini e raggiungere comunque l'aeroporto, Lisa convince Nine a farsi aiutare da lei in questa sfida contro Five e così gli Sphinx, una volta arrivati sul posto ed essere stati riconosciuti dalle telecamere, scoprono che la loro nemica ha intenzione di giocare a scacchi con loro usando l'aeroporto come scacchiera. |                   |                  |
| 7  | Deuce 「DEUCE」 – "Parità" | 21 agosto 2014    | 1º febbraio 2022 |
| 7  | Mentre Nine gioca a scacchi con Five spostandosi nelle varie aree dell'aeroporto, Shibazaki e gli altri agenti scoprono che i messaggi strani che stanno apparendo sugli schermi della struttura sono proprio opera di alcuni loro colleghi. Grazie a ciò Shibazaki capisce che in realtà la bomba probabilmente è stata piazzata dalla polizia stessa e che qualcuno sta giocando ora con gli Sphinx per non fargliela rimuovere. Nel frattempo Twelve riesce a sparire dalla visuale delle telecamere muovendosi solo nei loro punti ciechi e così, dopo essersi infilato nei bagni pubblici, si traveste da addetto alla sicurezza per poter agire inosservato. A questo punto Twelve chiama la Sphinx nº 3, Lisa, per dirle di procedere col piano e, una volta raggiunto il centro elaborazione dati dell'aeroporto, manomette le telecamere per farle mostrare ciò che è accaduto cinque minuti prima. Sfortunatamente Five non si accorge di niente a causa del diversivo di Lisa, la quale accende due flare nei bagni femminili per far attivare l'allarme antincendio della struttura. Quando la ragazza si rende conto dell'inganno, è già troppo tardi: precipitatasi fuori dal furgone da cui controllava l'intera situazione, Five trova Nine a tenderle un agguato con una pistola in mano. Nine cerca dunque di capire le vere intenzioni dell'avversaria, ma dopo aver saputo da lei che Lisa è stata catturata e portata dalla bomba, l'arrivo della sicurezza lo costringe a ritirarsi e a riunirsi con Twelve. Siccome poco dopo Lisa chiama Twelve per fargli sapere di trovarsi con la bomba su un aereo radiotelecomandato che si sta dirigendo verso l'aeroporto proprio in quel momento, Nine contatta allora Shibazaki per fargli cambiare la rotta del velivolo dalla torre di controllo e nel frattempo lui e Twelve si precipitano da Lisa per portarla in salvo. Alla fine tutto va per il verso giusto e l'aereo esplode senza uccidere nessuno, ma così facendo Shibazaki, oltre ad essersi inimicato Five, riesce solo a vedere gli Sphinx da lontano. |                   |                  |
| 8  | My Fair Lady 「MY FAIR LADY」 – "Mia cara signora" | 4 settembre 2014  | 8 febbraio 2022  |
| 8  | Avendo disobbedito agli ordini, Shibazaki viene sospeso a tempo indeterminato, mentre i suoi colleghi ricevono una sospensione di tre mesi ognuno. Quando Shibazaki chiede a Kurahashi chi è veramente Five per avere così tanto potere nella polizia, questi gli risponde che la ragazza era in precedenza una spia della Intelligence Support Activity statunitense, cosa che lo fa insospettire ancora di più. Ad ogni modo Shibazaki, ormai libero di agire a suo piacimento, comincia a dedicarsi a tempo pieno al caso e, indagando per conto suo, egli scopre che per costruire una bomba al plutonio basta avere gli strumenti giusti per poter contenere le radiazioni. Nel frattempo Lisa riceve inaspettatamente un pacco dal corriere nell'appartamento di Nine e Twelve, solo per poi scoprire subito dopo che è una bomba di Five. La ragazza fugge appena in tempo per evitare l'esplosione, ma così facendo i tre sono costretti a trovare un altro luogo in cui vivere. Intanto Shibazaki capisce che tutti gli indovinelli degli Sphinx erano legati al piano Atena, un progetto dell'associazione della Pace Levante che aveva come obiettivo l'istruzione di alcuni bambini particolarmente dotati. Dopo averne ricattato uno dei membri, Shibazaki viene a sapere che tutti i bambini erano degli orfani di cui non si è saputo più nulla e così il detective, con l'aiuto dei suoi colleghi Hamura e Kinoshita, viene man mano a scoprire altre informazioni come il coinvolgimento di aziende farmaceutiche ed ospedaliere, nonché di alcuni istituti di neuroscienze. Mentre Shibazaki si avvicina sempre di più alla verità, Lisa si sente in colpa per non essere altro che un peso per i suoi compagni, ragion per cui la ragazza torna a vagare senza meta per strada finché Five non la individua e cattura. Dopo che Twelve viene a sapere che Lisa viene tenuta in ostaggio, Nine lo prega affinché non cada in trappola andandola a cercare, tuttavia l'amico non si fa convincere e, prima di andarsene, gli chiede perdono. |                   |                  |
| 9  | Highs & Lows 「HIGHS & LOWS」 – "Alti & bassi" | 11 settembre 2014 | 15 febbraio 2022 |
| 9  | Shibazaki e Hamura si presentano a casa di un pezzo grosso del piano Atena, Aoki, per interrogarlo sulla vera natura del progetto. Dopo averli avvertiti che già tre anni prima un politico fu ucciso per aver tentato di rendere pubblica la cosa, Aoki inizia a parlare della sindrome del savant, una malattia particolare che causa ritardo mentale, ma che rende anche super sviluppate alcune funzioni del cervello. Grazie alla scoperta accidentale di un farmaco che poteva riprodurne gli effetti, l'associazione della Pace Levante si interessò al caso per "creare" degli individui dalle capacità straordinarie, ecco perché fu dato il via al progetto con la riunione di ben ventisei cavie: i bambini orfani di cui non si seppe più nulla. Il progetto però si rivelò essere un fallimento, in quanto solo una bambina riuscì a sopravvivere a tutti gli esperimenti. Inoltre, quando il governo statunitense scoprì ogni cosa, il piano Atena fu annullato e la bambina invece fu portata via in America. Aoki si ricorda poi delle cavie numero 9 e 12 che riuscirono a fuggire dallo stabilimento, ma aggiunge che anche se fossero ancora vive probabilmente il loro tempo è quasi scaduto. Quando Shibazaki gli chiede chi era colui che dava gli ordini, Aoki gli risponde Mamiya, cioè il politico su cui Shibazaki stesso aveva indagato troppo affondo, tanto da essere trasferito nel dipartimento registri. Nel frattempo Twelve raggiunge Lisa su una ruota panoramica e, mentre tenta di disinnescare la bomba entro la fine del timer, le dice che non ha bisogno di scusarsi di nulla, in quanto è stata solo colpa sua l'averla coinvolta in tutta questa faccenda sebbene fosse a conoscenza del pericolo. Allo scadere del tempo concesso, Twelve cede al ricatto di Five e le rivela la locazione della bomba al plutonio rubata ad Aomori in cambio della loro salvezza. Tuttavia, mentre Five sviene improvvisamente, Nine recupera la bomba prima dell'arrivo della polizia. |                   |                  |
| 10 | Helter Skelter 「HELTER SKELTER」 | 18 settembre 2014 | 22 febbraio 2022 |
| 10 | Dopo essersi costituito alla polizia, Nine informa le forze dell'ordine che se non soddisferanno le sue richieste, una bomba nucleare esploderà inevitabilmente. Mentre Kurahashi riesce a convincere i suoi superiori ad accettare le condizioni del terrorista, Shibazaki fa visita a Mamiya per discutere con lui del piano Atena, che si scopre aveva come obiettivo quello di far risollevare il morale del Giappone, in seguito alla sconfitta riportata durante la seconda guerra mondiale, tramite la scoperta di un nuovo tipo di arma segreta. Quando Shibazaki gli dice che così facendo hanno solo tolto la vita a dei bambini innocenti e che gli Sphinx si sono ora vendicati rubandogli il prototipo della loro nuova bomba nucleare, Mamiya rimane sorpreso dalle informazioni in suo possesso, ma gli risponde che la voce di un semplice detective non verrà mai ascoltata da nessuno e che comunque uno degli Sphinx si è già costituito. Shibazaki si affretta quindi a tornare in ufficio per chiedere di parlare con il terrorista, ma Kurahashi gli può dire soltanto che Nine ha chiesto una conferenza stampa per le 8:00 p.m. di quella sera stessa. Nel frattempo Five, dopo aver ripreso conoscenza ed aver saputo le ultime notizie, manda i suoi uomini a catturare Nine mentre questi viene scortato al luogo dell'incontro coi giornalisti. Sebbene Twelve arrivi giusto in tempo per metterle i bastoni tra le ruote, Five alla fine riesce comunque a raggiungere Nine e a tenerlo in pugno. A questo punto però la ragazza, dopo aver ucciso inaspettatamente il suo assistente, dice a Nine che ha sempre tentato di batterlo senza mai riuscirci e che, siccome ormai è vicina alla morte, può finalmente confessargli il suo amore, pregandolo di vivere per entrambi e suicidandosi poco dopo. Intanto un messaggio preregistrato di Nine informa i giapponesi che la sua conferenza stampa non si è potuta tenere e che per questo motivo il conto alla rovescia della bomba nucleare è già iniziato. |                   |                  |
| 11 | VON 「VON」 | 25 settembre 2014 | 1º marzo 2022    |
| 11 | Mentre il governo giapponese dichiara lo stato di emergenza, Shibazaki non perde la calma ed è sicuro che gli Sphinx, anche stavolta, non hanno intenzione di mietere vittime. Chiedendosi se è possibile far esplodere una bomba nucleare senza uccidere nessuno, Shibazaki scopre così l'esistenza delle cosiddette esplosioni nucleari ad alta quota, che prevedono l'esplosione della bomba non al momento dell'impatto col terreno, bensì nella stratosfera. Guardando il cielo, Hamura si rende conto che ciò sarebbe possibile tramite un pallone aerostatico, un'ipotesi che viene accertata nel momento in cui Kinoshita riesce ad individuare la bomba nel cielo grazie alla registrazione di una telecamera di sicurezza. Mentre le Forze di Difesa Area entrano quindi in azione, Kurahashi viene a sapere che un'esplosione nucleare nella stratosfera provocherebbe un forte impulso elettromagnetico capace di distruggere la maggior parte degli apparecchi elettronici presenti nel paese, ecco perché dà subito l'ordine di far atterrare tutti i velivoli civili il più in fretta possibile. Dopo un tentativo fallito di recuperare la bomba prima che raggiungesse una quota troppo alta, l'esplosione fa cadere l'intera città nell'oscurità, per poi dare vita a un'aurora, formata dalle radiazioni liberate, che illumina il cielo. Il giorno dopo Nine fa visita alle tombe dei bambini morti a causa del progetto Atena e qui vi trova anche Lisa e Twelve, ai quali fa capire subito di non portare alcun rancore. Più tardi Shibazaki li raggiunge per arrestare Nine e Twelve, assicurandogli però che il loro piano avrà successo e che tutti quanti verranno a sapere della loro storia e del loro passato. Tuttavia a questo punto gli americani arrivano giusto in tempo per uccidere i due Sphinx prima che possano rendere note le azioni del governo americano nel corso dell'investigazione e così Nine, prima di morire, prega Shibazaki di pensare lui a tutto il resto e di non dimenticarsi mai che anche loro hanno vissuto. Un anno dopo, la verità dietro il piano Atena è stata rivelata al mondo intero e Lisa, incontrando Shibazaki lungo la strada per le tombe degli Sphinx e degli altri bambini morti, gli dice che Nine il giorno che morì le rivelò il significato di "VON", ovvero "speranza" in lingua islandese. |                   |                  |

## Colonna sonora
I due album della colonna sonora originale della serie sono stati pubblicati rispettivamente il 9 luglio e il 22 ottobre 2014. La sigla di apertura è Trigger di Yūki Ozaki dei Galileo Galilei, mentre invece quella di chiusura è Dare ka, umi o. (誰か、海を。? lett. "Qualcuno, l'oceano.") di Aimer.
Tutte le musiche sono state composte da Yōko Kanno.
Zankyō no terror Original Soundtrack
1. lolol – 1:39
2. Arnór Dan – von – 6:14 (testo: Bragi Valdimar Skúlason)
3. ess – 3:36
4. saga – 4:54
5. fugl – 2:28
6. Hanna Berglind – hanna – 4:30 (testo: Yoko Kanno)
7. veat – 3:46
8. POP ETC – lava – 4:51 (testo: Christopher Chu)
9. walt – 3:14
10. Arnór Dan – birden – 4:45
11. Fa – 5:38
12. nc17 – 4:43
13. POP ETC – ís – 2:41 (testo: Christopher Chu & Keisuke Tominaga)
14. Ryo Nagano – 22 – 2:44 (testo: Christopher Chu & Keisuke Tominaga)
15. seele – 2:03
16. lev low – 2:34
17. ili lolol – 5:41
18. Arnór Dan – bless – 3:11

Durata totale: 69:12
Zankyō no terror Original Soundtrack 2 -crystalized-
1. Yūki Ozaki dei Galileo Galilei – Trigger – 5:05 (testo: Yūki Ozaki)
2. kvak – 3:00
3. crystalized – 2:57
4. cket – 1:39
5. ioloi – 2:52
6. wilhelm – 4:45
7. Yūki Ozaki dei Galileo Galilei – Dobu to kobune to bokura no shinwa (Full Ver.) (ドブと小舟と僕らの神話(Full Ver.)) – 4:44 (testo: Yūki Ozaki)
8. velle – 4:25
9. orfn – 1:34
10. juno – 2:03
11. wolke – 3:15
12. alois – 3:13
13. future terror – 3:42
14. vad – 3:40
15. pcp – 3:14
16. vial – 2:05
17. elan – 2:46
18. Aimer – Dare ka, umi o. (誰か、海を。) – 4:54 (testo: Ichiko Aoba)

Durata totale: 59:53

## Accoglienza
In Cina il Ministero della Cultura ha vietato la riproduzione dell'anime in patria, affermando che la serie glorifica la violenza così come le attività criminali.